# مدرسة الياسمينة الخاصة
مدرسة الياسمينة الخاصة هي مدرسة دولية تقع في أبوظبي, الإمارات. تأسست المدرسة في عام 2008. تدرس الفئات العمرية من الإبتدائية إلى الثانوية. المنهج التعليمي للمدرسة يقوم على كل من المنهج البريطاني وكذلك المنهج الموضوع من قبل وزارة التربية والتعليم الإماراتية للمادتين (العربية والإسلامية).

## الجوائز
فازت المدرسة بجائزة أفضل مدرسة في أبو ظبي عام 2012.

## الاعتماد الدولي
مدرسة «الياسمينة الدولية», معتمدة دولياً من قبل :
- رابطة المدارس البريطانية في الشرق الأوسط (BSME)

## شهادة التخرج
يحصل طلاب الباكالوريا الذين يتخرجون من هذه المدرسة على المستوى الأوّل من «الشهادة العامة للتعليم الثانوي» المعتمدة في المملكة المتحدة (GCSE, A Level).

## الروابط الخارجية
1. ↑  مدرسة الياسمينة، Which School Advisor. نسخة محفوظة 15 نوفمبر 2016 على موقع واي باك مشين.
2. ↑  Best School - Al Yasmina School gets a hurrah، Ahlan!. نسخة محفوظة 04 مارس 2016 على موقع واي باك مشين.

- مطار أبوظبي الدولي يستقبل طلاب الياسمينة للتعرف على قطاع الطيران في أبوظبي